# Bíblia de Ripoll
La Bíblia de Ripoll és un dels còdex més rics produïts a l'edat mitjana, fet per escrivans, il·luminadors i miniaturistes treballaven braç a braç a l'escriptori del monestir de Ripoll, un dels centres de referència cultural de l'Europa medieval. Aquest cèlebre escriptori va produir nombrosos manuscrits de gran qualitat artística, sobretot sota l'impuls de l'abat Oliba.

## Descripció
Custodiada actualment a la Biblioteca Apostòlica Vaticana (ms. Vat. Lat. 5729), on només la poden consultar investigadors i estudiants de doctorat, la Bíblia és un volum de gran format (550x370mm) que conté 465 folis.
Tanmateix, és accessible en línia, i es pot consultar íntegrament en format digital
A més de les Sagrades Escriptures, el còdex inclou 210 pròlegs, sumaris i altres textos introductoris, que fan de la Bíblia de Ripoll una mena de "gran enciclopèdia il·lustrada medieval".
La "font" dels textos és l'escriptura carolíngia pura del monjo Guifred, el copista únic d'aquesta obra. Les impressionants miniatures i dibuixos que conté li han donat renom: hi trobem 20 folis totalment il·lustrats amb miniatures que van inspirar la iconografia de la cèlebre portalada del monestir.

## Autors
El monjo Guifré va ser l'únic copista però no pas l'únic monjo que va treballar a la bíblia. Els estudiosos han identificat també el principal il·lustrador de la bíblia i l'han definit com "un dibuixant d'estil impressionista". El seu treball s'identifica sobretot a partir del foli 82 i fins al final. Amb un estil ben diferent, trobem el tercer monjo que participa en la Bíblia. S'identifica clarament gràcies a una característica peculiar: tenia per costum fer les cares rodones, una mica plenes i feia servir eines com el compàs i el tiralínies per traçar rodones i ratlles rectes.

## Còpies
Però la de Ripoll no va ser l'única bíblia que va sortir del ric escriptori del monestir. El primer quart del segle xi va ser prolífic i, en total, van ser tres els còdexs d'aquest tipus que es van elaborar a Ripoll. Actualment només se'n conserven dos, ja que un d'ells va desaparèixer a l'incendi de l'any 1835.
La Bíblia de Ripoll, descrita en aquesta fitxa, va ser copiada a l'escriptori i traslladada a Marsella pels monjos del Monestir de Sant Víctor quan les dues abadies es van unir l'any 1070. Finalment, ja al segle xvii, el manuscrit va anar a parar al Vaticà gràcies a un nebot del papa Pau V, concretament a la Biblioteca Apostòlica Vaticana.
El tercer còdex és el que coneixem com a "Bíblia de Rodes" i va ser un regal de l'abat Oliba al monestir de Sant Pere de Rodes amb motiu de la consagració de la seva església monàstica (1022). Aquest exemplar va ser robat al segle xvii pel mariscal francès Noailles durant l'espoli del monestir, i venut posteriorment al rei Lluís XV. Actualment es conserva a la Biblioteca Nacional de França.

## Altres obres
Abans de l'entrada d'abat Oliba, el monestir ja reunia més d'un centenar de còdex de diverses procedències (visigots, septimanis, mossàrabs, etc.) i temàtiques. Com a curiositat, destaca el Corpus agrimensorum, un tractat de geometria a càrrec del monjo Gisemund, que presenta el mapa de la península Ibèrica més antic que es coneix. La història també té en l'escriptori de Ripoll un lloc il·lustre: del seu escriptori van sortir les diverses redaccions dels Gesta comitum Barcinonensium, on s'explica la vida i les gestes dels comtes de Barcelona.

## Reedició actual
Després de 1000 anys de la seva edició original, el 2002 la Bíblia de Ripoll es va reeditar en format facsímil. Va ser gràcies al treball i els estudis de l'historiador Anscari M. Mundó i del sacerdot Ramon Tuneu. El facsímil, de 60x46 centímetres i 10 quilos de pes, reprodueix 133 làmines digitalitzades en alta resolució i enquadernades amb pell cosida a mà.